# 海沃德 (加利福尼亚州)
海沃德（Hayward），也称希活，美国加州城市，屬於阿拉米達縣，位于费利蒙附近，其名字來自於1851年一名著名的淘金客的名字。該城市在2000年的人口調查中，有140030人。

## 高等教育
- 東灣加州州立大學
- 夏柏特學院（Chabot College）

## 友好城市
- 阿富汗加兹尼
- 日本船橋市
- 葡萄牙法魯
- 中国宜兴市[1]